# Robert Seaman Granger
Pour les articles homonymes, voir Granger.
Robert Seaman Granger (24 mai 1816- 25 avril 1894) est un officier de carrière de l'armée des États-Unis, terminant major-général breveté dans l'armée de l'Union pendant la guerre de Sécession.

## Avant la guerre
Granger naît à Zanesville dans l'Ohio. Il est le neveu d'Henry Stanbery, futur procureur général de l'Ohio et futur procureur général des États-Unis. 
Il entre en 1833 à l'académie militaire de West Point, et en est diplômé vingt-huitième de la promotion 1838. Il est nommé second lieutenant le 1er juillet 1838 dans le 1st U.S. Infantry. Granger devient premier lieutenant d'infanterie le 14 mars 1839. Il sert comme officier lors de la guerre séminole en Floride, et est assistant-instructeur de tactique à West Point en 1843-44. 
Au cours de la guerre américano-mexicaine, le 5 juin 1846, Granger participe à la prise de Reinoso et de celle de Camargo sous le commandement du lieutenant-colonel Wilson. Granger est promu capitaine le 8 septembre 1847 au sein du 1st U.S. Infantry. Au cours de l'année 1848, il tombe malade, souffrant de diarrhées chroniques et ne peut suivre son unité vers le Rio Grande. Il retourne en Ohio pour recouvrer la santé. Lorsque la guerre se termine, il est affecté dans une série de postes sur la frontière du Texas.

## Guerre de Sécession
Granger est affecté au fort Lancaster au Texas à l'époque du déclenchement de la guerre de Sécession. Avec la sécession du Texas au début de 1861, il est capturé avec le commandement du commandant Sibley le 27 avril. Il est libéré sur parole avec la stipulation qu'il ne peut pas servir sur le terrain jusqu'au 15 août 1862, quand il est officiellement échangé,. Au cours de cette période, il est promu commandant le 9 septembre 1861, et organise une brigade d'infanterie à Mansfield, en Ohio. Il est le commandant des troupes à Louisville, au Kentucky.
Le 1er septembre 1862, à la suite de son échange, il est promu brigadier général des volontaires du Kentucky, et commande les troupes de l'État du Kentucky. Il participe à une série de petits engagements : Shepherdsville, Lebanon Junction, et Lawrenceburg. À Shephedsville, Granger repousse une force de cavalerie confédérée qui tente de détruire un pont enjambant la Salt River. Les forces de l'avant-poste de l'Union infligent 8 morts aux conférés et en capturent 21. Le 9 octobre 1862, il est breveté colonel dans l'armée régulière pour son action à Lawrenceburg. À Lebanon Junction, Granger attaque et défait une force de cavalerie de Forrest infligeant trente-neuf tués ou blessés aux confédérés et faisant trente et un prisonniers au prix de treize victime pour l'Union. À Lawrenceburg, à la tête d'une brigade d'infanterie et d'une de cavalerie, il repousse hors des environs de la ville une force confédérée, faisant cent cinquante prisonniers. 
Il reçoit une commission de brigadier général des volontaires des États-Unis, le 20 octobre 1862, et le commandement d'une division dans l'armée de l'Ohio. Le 17 janvier 1863, il est affecté dans le XIVe corps, armée du Cumberland. En 1863, il reprend une fonction administrative, commandant les districts de Nashville et du Middle Tennessee. Au début de 1864, il supervise les défenses et organise le dépôt à Nashville. Il est ensuite affecté au commandement du district de l'Alabama du nord, et participe à la capture du camp du général Phillip D. Roddey, à l'expulsion de Joseph Wheeler hors du Middle Tennessee, et à la défense contre le raid de Nathan Bedford Forrest. En octobre 1864, il défend Decatur, en Alabama, contre l'armée de John B. Hood, fait une sortie sur les ouvrages de siège confédérés, et reçoit une brevet de brigadier général dans l'armée régulière pour ces services. Pendant l'invasion menée par Hood, il est au commandement successivement à Hunstville, Decatur et Stevenson.
Il commande dans le nord de l'Alabama, en 1865, pendant l'occupation. À ce titre, il édicte des règles concernant les Afro-Américains émancipés (Freedmen) dans le district dont il a la responsabilité : notamment, il exige que les contrats de travail avec les planteurs soient écrits, mais stipule sans ménagement que ceux qui seront sans travail seront arrêtés.

## Après la guerre
Il est breveté major général dans l'armée régulière pour ses services pendant la guerre et est promu lieutenant-colonel le 12 juin 1865 et colonel le 16 août 1871. 
Il est ensuite nommé surintendant du recrutement en 1871 et le reste jusqu'à son départ à la retraite. Granger est placé sur la liste des retraités le 1er janvier 1873.
Il meurt à Washington, DC et est enterré à Zaneville.